# Принцеса Іва
Принцеса Іва (磐之媛命, Іва но хіме но Мікото, померла у 347), також знана як Імператриця Іва-но-хіме (磐姫皇后, Іва но хіме кōґō) — поетка та консорт імператора Нінтоку, мати кількох правителів — імператора Річю, імператора Хандзей та імператора Інґьо. Походить з роду імператора Коґен. Вважається, що принцеса Іва похована у Сакі-чьо (Нара).
Її авторству приписують кілька віршів у «Кодзікі», «Ніхон Сьокі» та «Манйосю». У них принцеса Іва з любов'ю та журбою звертається до свого чоловіка. Там також збережено біографічні відомості про принцесу. 313 року, після коронації чоловіка, її проголосили імператрицею. Резиденція імператорського подружжя була у місті Наніва (нині — Осака).